# Eloi Costa
Eloi Costa (Vic, Barcelona, 28 de abril de 1994) es un actor español conocido por su papel de Christian en la película Pieles de Eduardo Casanova, por el que fue nominado al Premio Goya al mejor actor revelación en el año 2017.

## Biografía
Nacido en Vic en 1994, se traslada a Madrid en 2010, debutando en el año 2011 en el Teatro Lara con la obra "De buena familia".

## Filmografía

### Series
| Año  | Título                  | Personaje         | Canal               | Episodios   |
| ---- | ----------------------- | ----------------- | ------------------- | ----------- |
| 2017 | Centro Médico           | Luis Castro       | Televisión Española | 2 episodios |
| 2018 | Arde Madrid             | Galán             | Movistar+           | 1 episodio  |
| 2018 | Looser                  | Edward Cullen     | Flooxer             | 1 episodio  |
| 2019 | Foodie Love             | Repartidor 2      | HBO España          | 2 episodios |
| 2019 | Terror y feria          | TP Morenus        | Flooxer             | 1 episodio  |
| 2020 | Alguien tiene que morir | Pedro             | Netflix             | 3 episodios |
| 2022 | Las Villamizar          | Julián Montenegro | Caracol Televisión  |             |
| 2023 | Fácil                   | Enric             | Movistar Plus+      | 5 episodios |

### Cine
| Año  | Título                 | Personaje       | Director         | Notas        |
| ---- | ---------------------- | --------------- | ---------------- | ------------ |
| 2012 | Carmina o revienta     | Invitado fiesta | Paco León        |              |
| 2016 | Kiki, el amor se hace  |                 | Paco León        |              |
| 2016 | Jamás me echarás de ti | Mensajero       | Eduardo Casanova | Cortometraje |
| 2017 | Pieles                 | Cristian        | Eduardo Casanova |              |
| 2019 | Adagio                 | Adrián          | Yago de Torres   | Cortometraje |